# 麥路人
《麥路人》（英語：I'm Livin' It）是一部2020年香港劇情片，黃慶勳導演，潘幸枝編劇，郭富城及楊千嬅領銜主演，並由萬梓良、張達明、鮑起靜、劉雅瑟、顧定軒及黃悅珈聯合演出。2017年簽約，2018年開拍，內容主要講述香港一群因故流落24小時營業的麥當勞快餐店的「麥難民」的故事。粵語中《麥路人》與「陌路人」同音，更凸顯其主題。
該片於「東京國際電影節」全球首映，入圍「亞洲未來」單元。其後分別獲邀成為第四屆「倫敦東亞電影節」及第四屆「澳門國際影展暨頒獎典禮」的閉幕影片。其男主角郭富城於「倫敦東亞電影節」獲邀為「焦點影人」及奪得「最佳男主角」殊榮。

## 故事簡介
曾是金融才俊的阿博，終日在24小時快餐店借宿，店內有不少同路人與阿博為伍，相互改寫各自人生。 分別有一直為奶奶還債而債台高築並帶著囡囡的媽媽、不敢回家的等伯、離家出走的少年深仔，還有歌女秋紅都以阿博為首，各人互相扶持，盡力幫助彼此走過人生低谷.....

## 演員
| 角色             | 演員         | 備註 |
| 董浩博（阿博）   | 郭富城       | 曾是金融才俊，因虧空公款而入獄，出獄後有家難歸，只得終日在24小時營業的麥當勞借宿，與一眾「麥路人」為鄰，互相扶持。最終因肺腺癌在城巴上層撒手人寰。                               |
| 杜秋紅（阿珍）   | 楊千嬅       | 本身為酒店歌手，後因年紀增長關係轉戰至歌廳，和阿博有著超乎常人的曖昧關係。被歌廳遣散後開設一家服飾店。                                                                           |
| 盧振強（等伯）   | 萬梓良       | 年輕時是消防員，退休後和妻子安渡晚年。不料妻子被詐騙集團騙走畢生積蓄，最後在等伯面前跳樓自殺。等伯也因此患上失智症，成天在麥當勞第一排座位等待妻子回來。口頭禪是「有話好好講」。 |
| 葉生祥（口水祥） | 張達明       | 是一個流落街頭畫家，畫工精湛但卻乏人問津，後因缺錢買飯而犯了盜竊罪被捕入獄。 |
| 梁韻蘭           | 鮑起靜       | 阿博母親，中風居住在養老院，總是相信自己的兒子在美國做大生意。 |
| 梁惠妍（媽媽）   | 劉雅瑟       | 自從丈夫死後帶著七歲大女兒在麥當勞留宿，婆婆又染上賭癮，為替婆婆還債及顧養女兒，四處打零工而疲於奔命，甚至不惜出賣身體賺錢，最後因長期過勞及睡眠不足於麥當勞內猝死。             |
| 王洛深（深仔）   | 顧定軒       | 喜歡打手遊，本與母親、大哥及大嫂同住，因家事分配不均爭執而毆打懷孕大嫂，一氣之下憤而離家出走，並在麥當勞結識阿博及更多麥路人。最後在阿博幫助下在理髮店當學徒，並回家與家人團聚。 |
| 李曉華（囡囡）   | 黃悅珈       | 梁惠妍七歲大女兒，因戶籍問題遲遲無法入學，跟著母親在麥當勞借宿，有時也會幫著母親一起工作，是個貼心乖巧小女孩。在母親猝死後，被安置在孤兒院。                                     |
| 董潔如           | 吳嘉星       | 阿博妹妹，在外國留學階段一直受哥哥資助。阿博出獄後便受其所託照顧母親，一直不敢將哥哥落難的事告訴母親。                                                                           |
| 九指哥           | 蘇浩才       | 黎鳳的債主，三番兩次找梁惠妍收帳。 |
| 黎鳳             | 苗可秀       | 惠妍的婆婆，因兒子死後嗜賭而四處欠債，十分痛恨媳婦這個掃把星。 |
| 領班             | 李漫芬       | 阿珍歌唱酒店的主管。 |
| 深仔媽           | 袁興哲       | 深仔的母親。 |
| 深仔大嫂         | 岑日珈       | 懷孕在家待產。 |
| 馬丁             | 朱柏謙       | 曾為阿博下屬。 |
| 麥當勞店員       | 盧海鷹       | |
| 小區飯堂主任     | 黃翠儀       | |
| 紅包場老闆       | 區再奇       | |
| 社工南哥         | 周祉君       | |
| 阿博主診醫生     | 潘芳芳       | |
| 廟祝             | 羅永昌       | |
| 片場工作人員     | 何啟華@ERROR | |
| 女社工周姑娘     | 劉展翹       | |

## 取景
本片主要於土瓜灣馬頭圍道駿豪居一空置地舖及旺角花園街和大角咀一帶取景。

## 電影歌曲
| 曲別   | 歌名     | 作曲   | 作詞 | 演唱   |
| ------ | -------- | ------ | ---- | ------ |
| 主題曲 | 灰色星塵 | 金培達 | 小美 | 郭富城 |

## 票房
電影香港上映5天達300萬累積票房，至10月5日票房累積達700萬。

## 奬項及提名
| 年度   | 颁奖典礼                   | 奖项               | 姓名                                              | 结果 |
| ------ | -------------------------- | ------------------ | ------------------------------------------------- | ---- |
| 2020年 | 第3屆最港電影大獎          | 最港電影           | 《麥路人》                                        | 獲獎 |
| 2020年 | 第3屆最港電影大獎          | 我最喜愛影片       | 《麥路人》                                        | 提名 |
| 2020年 | 第3屆最港電影大獎          | 最港女演員         | 楊千嬅                                            | 提名 |
| 2020年 | 第3屆最港電影大獎          | 最港男演員         | 郭富城                                            | 獲獎 |
| 2020年 | 第39屆香港電影金像獎       | 最佳男主角         | 郭富城                                            | 提名 |
| 2020年 | 第39屆香港電影金像獎       | 最佳電影           | 《麥路人》                                        | 提名 |
| 2020年 | 第39屆香港電影金像獎       | 最佳男配角         | 萬梓良                                            | 提名 |
| 2020年 | 第39屆香港電影金像獎       | 最佳男配角         | 張達明                                            | 獲獎 |
| 2020年 | 第39屆香港電影金像獎       | 最佳女配角         | 劉雅瑟                                            | 提名 |
| 2020年 | 第39屆香港電影金像獎       | 最佳美術指導       | 文念中、利國林                                    | 提名 |
| 2020年 | 第39屆香港電影金像獎       | 最佳服裝造型設計   | 文念中、陳寶欣                                    | 提名 |
| 2020年 | 第39屆香港電影金像獎       | 最佳原創電影音樂   | 金培達                                            | 提名 |
| 2020年 | 第39屆香港電影金像獎       | 最佳原創電影歌曲   | 《灰色星塵》 作曲：金培達 填詞：小美 主唱：郭富城 | 提名 |
| 2020年 | 第39屆香港電影金像獎       | 新晉導演           | 黃慶勳                                            | 提名 |
| 2020年 | 香港電影編劇家協會大奬2020 | 年度推薦劇本獎     | 潘幸枝                                            | 提名 |
| 2020年 | 香港電影編劇家協會大奬2020 | 年度最佳電影角色獎 | 郭富城                                            | 提名 |
| 2020年 | 香港電影我撐場民選大獎2020 | 最撐電影大獎       | 《麥路人》                                        | 提名 |
| 2020年 | 香港電影我撐場民選大獎2020 | 最撐男主角         | 郭富城                                            | 提名 |
| 2020年 | 香港電影我撐場民選大獎2020 | 最撐男配角         | 張達明                                            | 提名 |
| 2020年 | 香港電影我撐場民選大獎2020 | 最撐男配角         | 萬梓良                                            | 提名 |
| 2020年 | 香港電影我撐場民選大獎2020 | 最撐女配角         | 劉雅瑟                                            | 提名 |

## 后续事件
2024年1月，甘肃省兰州市人民检察院、兰州市公安局发布《关于征集“8·17”影视投资诈骗案件线索的通告》，指出2022年兰州市公安局侦破以李某某为首的影视投资诈骗案件，该犯罪团伙采用荐股形式吸引投资人投资股票，后夸大电影制作成本及票房预期收益，引导投资人购买电影“收益份额”实施诈骗，仅将其中少部分诈骗金额用于支付给电影出品方购买份额，剩余款项则用于实施诈骗运营及个人挥霍。本片联合出品方八毫米文化亦因此卷入该案件。一名湖南籍投资人表示，他于2020年3月24日被拉入一个股票群，群内“老师”在一次直播时号召大家投资影视行业，并推荐了电影《麦路人》，声称“如跟其投资电影《麦路人》，保守估计票房15亿元，可获投资额3至5倍收益”，但实际票房未达预估门槛。该起影视投资受害者遍及北京、江苏、浙江、福建、湖南、广东等多地。

## 外部連結
- 香港影庫上《麥路人》的資料（繁體中文）
- 豆瓣电影上《麥路人》的資料 （简体中文）
- 时光网上《麥路人》的資料（简体中文）
- 互联网电影数据库（IMDb）上《麥路人》的资料（英文）